# Cal Ferrer (Vila-robau)
Cal Ferrer és una casa i torre del nucli de Vila-robau, al municipi de Ventalló (Alt Empordà), protegida com a bé cultural d'interès local.
L'edifici integra una torre declarada bé cultural d'interès nacional. És una torre de defensa que pertanyia a un edifici fortificat dels segles XV-XVI. Posteriorment es va bastir nou casal adossat a aquest, probablement dels segles XVI-XVIII que quedà integrat en l'edifici.
La casa, formada per dos cossos adossats, presenta una planta més o menys rectangular, amb la coberta de dos vessants i distribuïda en tres pisos. Davant del portal d'accés hi ha un petit cos adossat amb porxo a la planta baixa i terrassa al pis. El porxo està obert al carrer i al jardí davanter mitjançant dues arcades d'arc rebaixat, una de pedra i l'altra de maó, amb el sostre cobert per un embigat de fusta. El portal d'accés és rectangular i està bastit amb carreus de pedra i la llinda plana decorada amb una creu i d'altres motius vegetals. La resta d'obertures de la façana principal són rectangulars, emmarcades en pedra, o d'arc de mig punt al pis superior. La construcció és bastida amb pedra de diverses mides, sense treballar, lligada amb morter.

## Història
Torre de defensa que pertanyia a un edifici fortificat dels segles XV-XVI. Posteriorment es va bastir un nou casal adossat a aquest, probablement dels segles XVI-XVIII que quedà integrat en l'edifici.